# Yaylaköy, Çamlıhemşin
Yaylaköy là một xã thuộc huyện Çamlıhemşin, tỉnh Rize, Thổ Nhĩ Kỳ. Dân số thời điểm năm 2010 là 21 người.